# Kanavinský most
Kanavinský most (rusky Кана́винский мост) je nejstarší stálý most v Nižním Novgorodě přes řeku Oku, těsně u jejího ústí do Volhy. Spojuje historické centrum města (tzv. „Nagornou čast“ města) s areálem Jarmarku a dalšími levobřežními čtvrtěmi (tzv. „Zarečnou častí“ města).
Most je dlouhý 795,5 m a široký 23,6 m. Rozpětí každého ze 6 oblouku je 121 m. Výška ústředních oblouku je 17,6 m nad průměrnou hladinou vody. Dostavěn byl 2. dubna 1933. V letech 1968–1971 a 1995 most prošel rekonstrukcemi.

## Historie
Těsně u místa současného mostu existoval tzv. Plaškoutnyj (pontonový) most. Poprvé byl postaven roku 1817 kvůli přenosu jarmarku z Makarjeva na území vesnice Kunavino naproti Nižního Novgorodu. Průchod a průjezd mostem byl placený, platilo se 2 kopějky za chodce až 25 kopějek za vůz. Každou noc se most rozváděl pro propuštění plavidel. V zimě se most odstraňoval a jezdilo se po ledu. V jarní a podzimní době se spolehlivé spojení dvou břehů přerušovalo na několik týdnů. Navíc, most se občas uzavíral i kvůli špatnému počasí.
Od roku 1896 mostem byla provedena tramvajová trať.
Na začátku 20. st. nepohodlí pontonového mostu bylo už až moc zjevné a Městská duma projednávala stavbu stálého mostu. Kvůli 1. světové válce, revoluci roku 1917 a následující občanské válce však tyto projekty byly odloženy.
Konečně k stavbě došlo v roce 1930. Původně se nový most jmenoval Pachomovův (rusky мост имени Пахо́мова) po Nikolaji Pachomovovi, předsedě Nižnenovgorodského krajského výkonného výboru, jenž podílel na jeho stavbě. Avšak v roce 1938 byl Pachomov popraven, a most se přejmenoval na Okský.
Během druhé světové války byl most bombardován Luftwaffe, ale díky úspěšné kamufláži zůstal nezraněný. Most bránili také posádky protivzdušné obrany umístěné na místě centrální kopule přístavního skladu (katedrála Alexandra Něvského) a na věžích Kremlu.
V roce 1965, když se k němu přidal další most přes Oku, dostal současný název po Kanavinském rajonu, na jehož území leží levobřežní konec mostu.
Od roku 1933 až do roku 2009 mostem jezdily tramvaje, mezi lety 1973–1980 i trolejbusy. V roce 2009 vzhledem ke špatnému technickému stavu byla doprava všech těžkých vozidel zakázána. Tramvajové linky byly přesměrovány přes Molitovský most, autobusové většinou přes Metromost. Roku 2010 proběhla provizorní rekonstrukce, která umožnila návrat autobusové dopravy, nikoli však tramvajové. Přeprava nákladních aut mostem je také trvale zakázána. Počítá se s nutností další vážné rekonstrukce mostu, spojené i s jeho rozšiřováním.

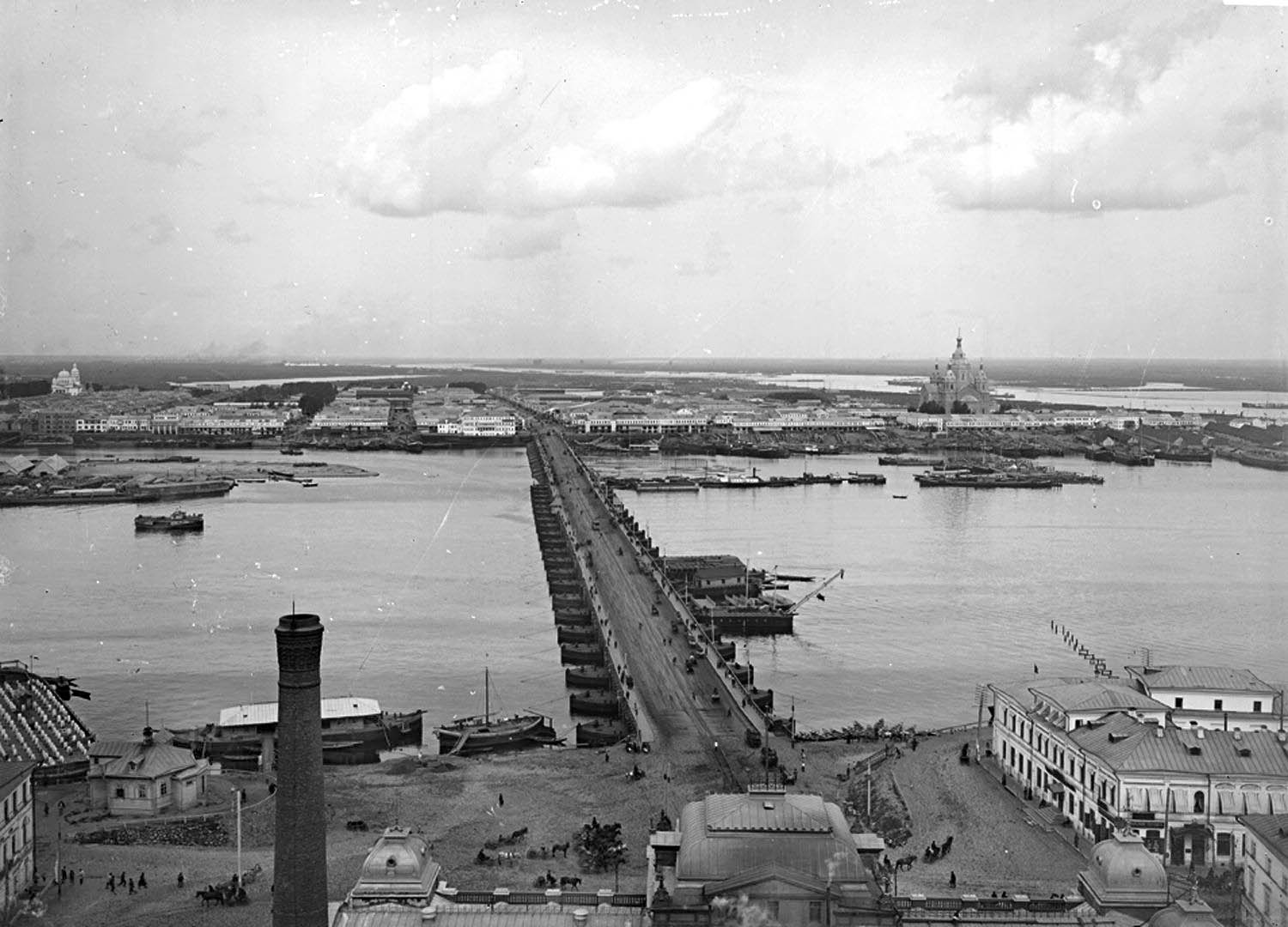
Pontonový most na přelomu 19. a 20. st.
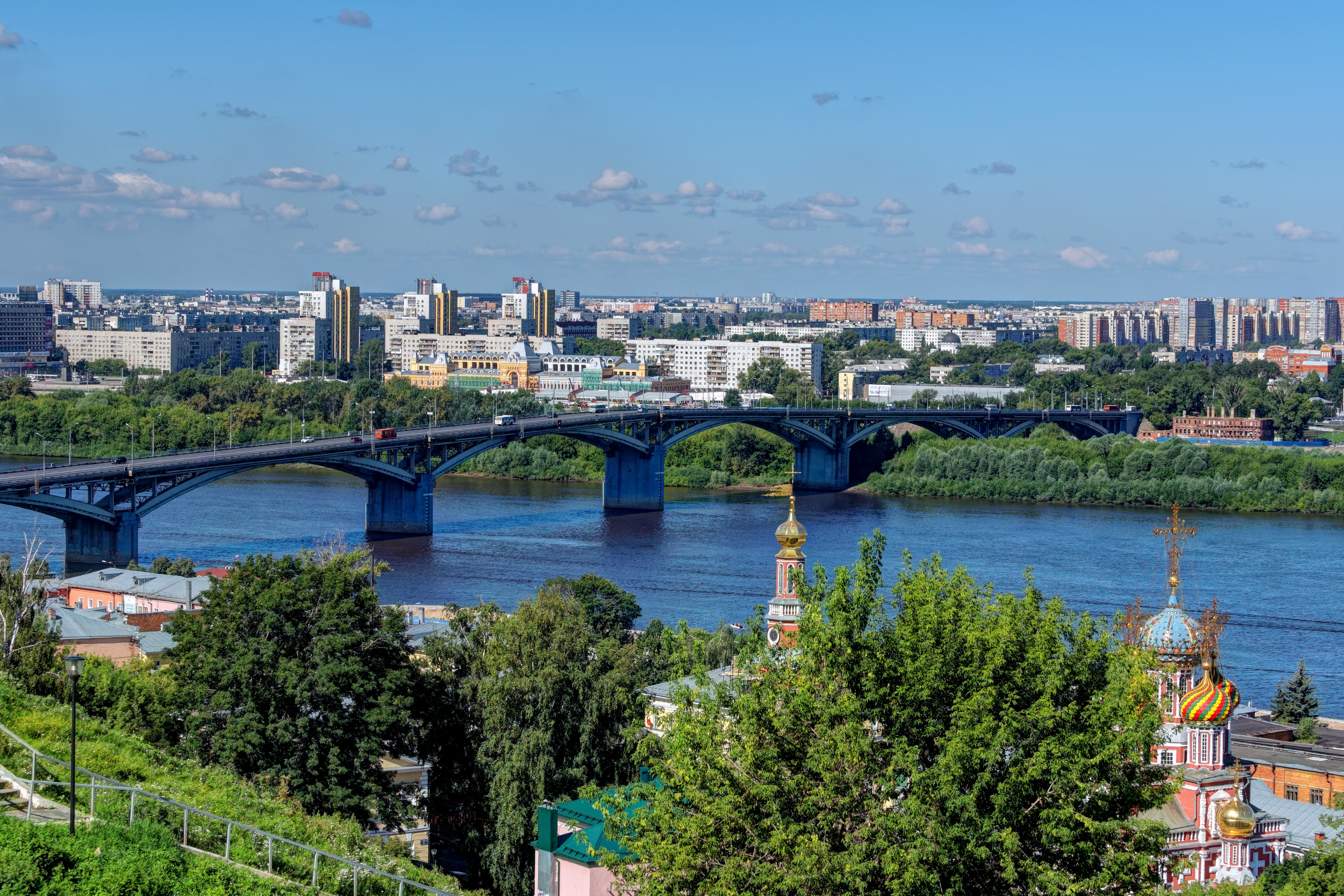
Pohled na most a hlavní jarmareční dům z Ďatlových hor
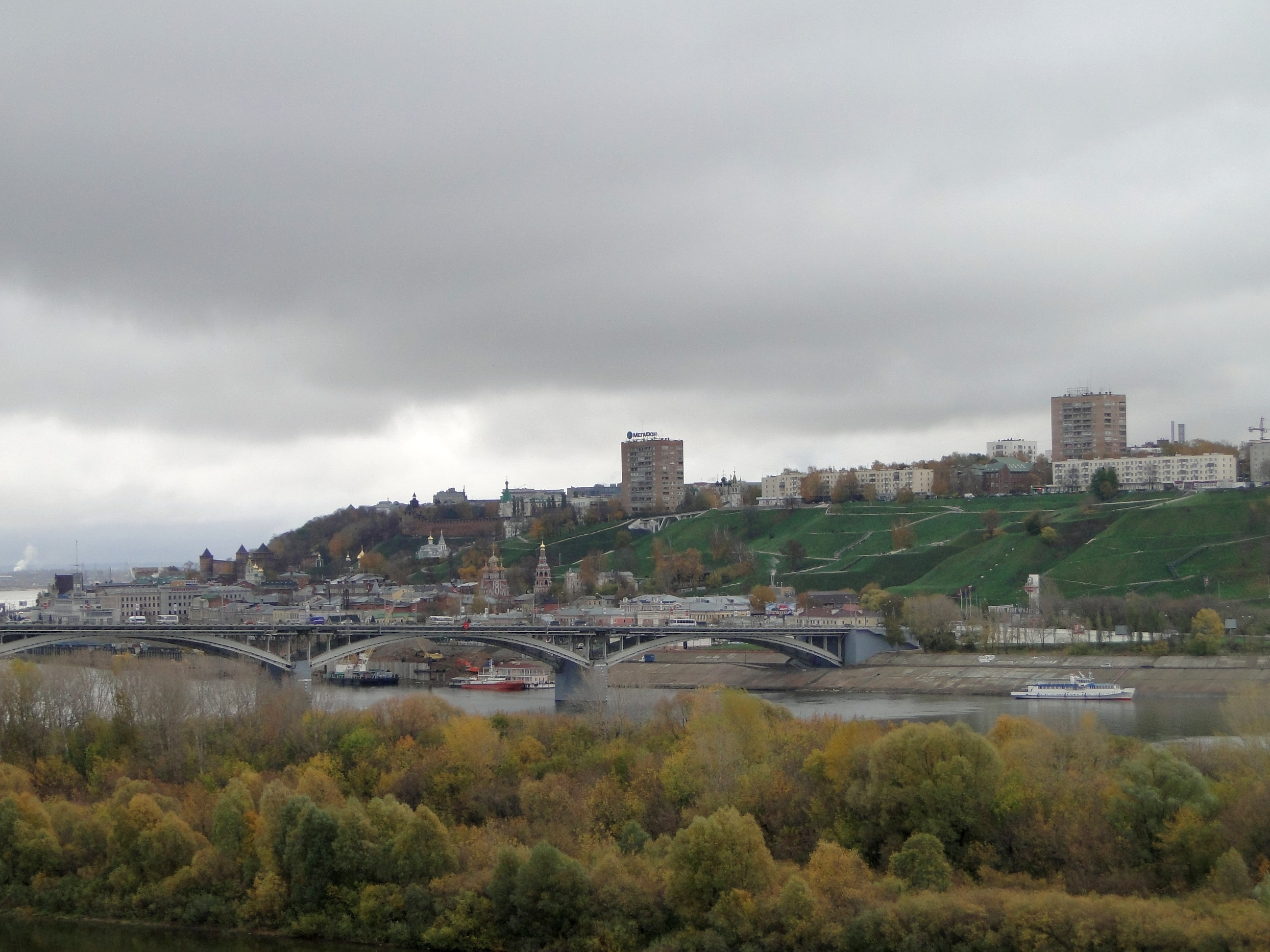
Pohled na most a Ďatlovy hory od Kanavina. V pozadí je vidět kreml.
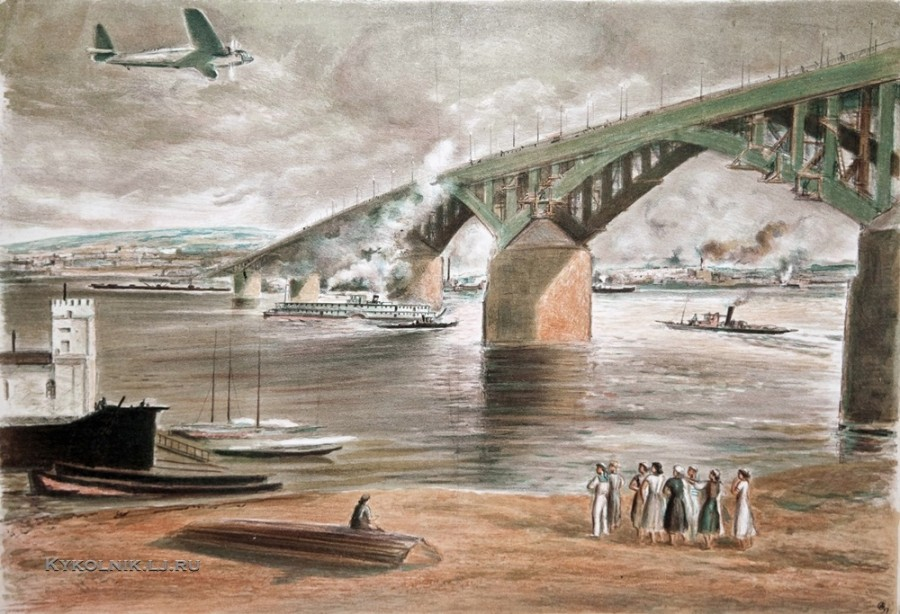
Most na obrazu roku 1937
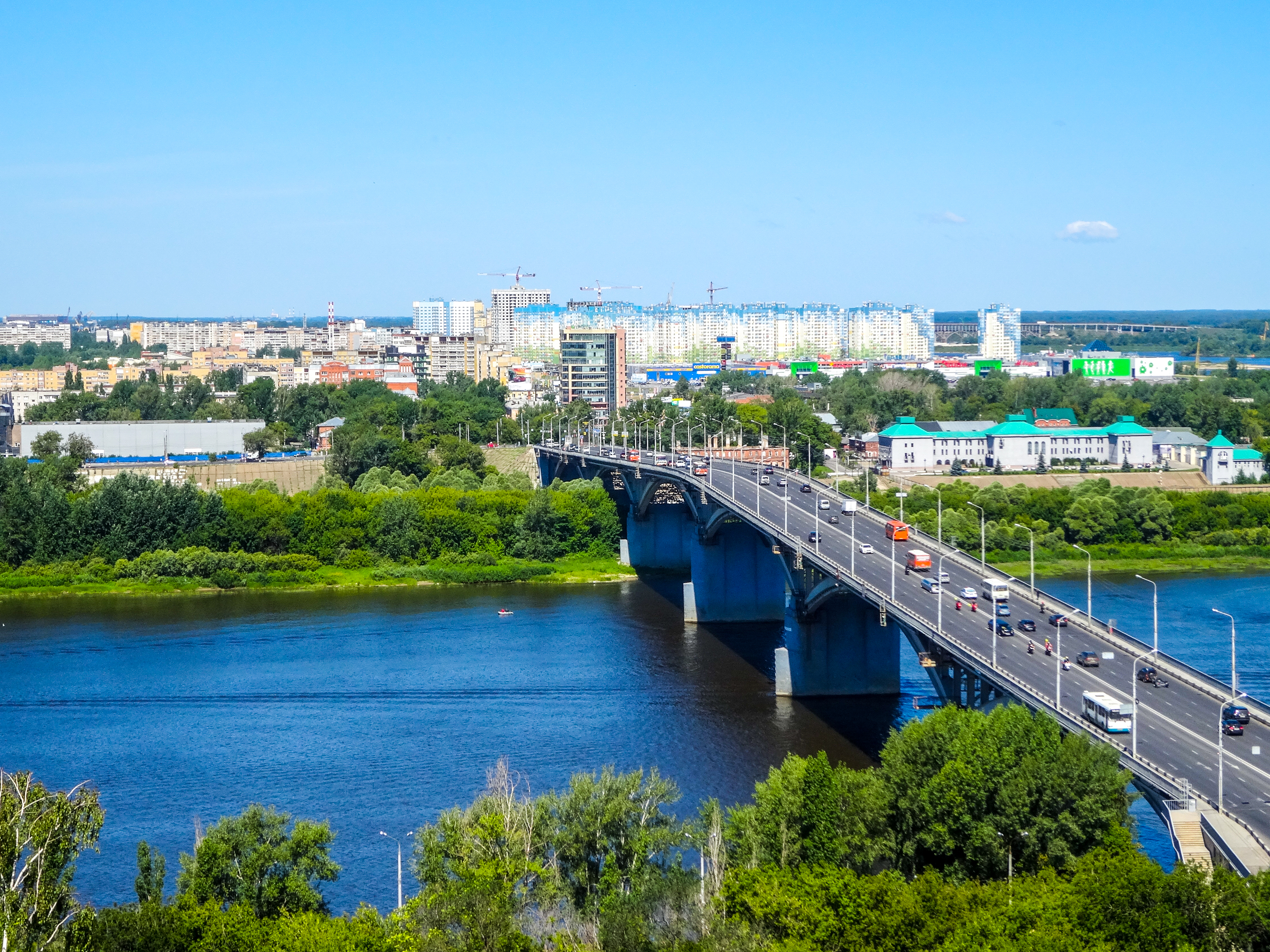
Pohled na most z Ďatlových hor. V pozadí je vidět mosty přes Volhu.
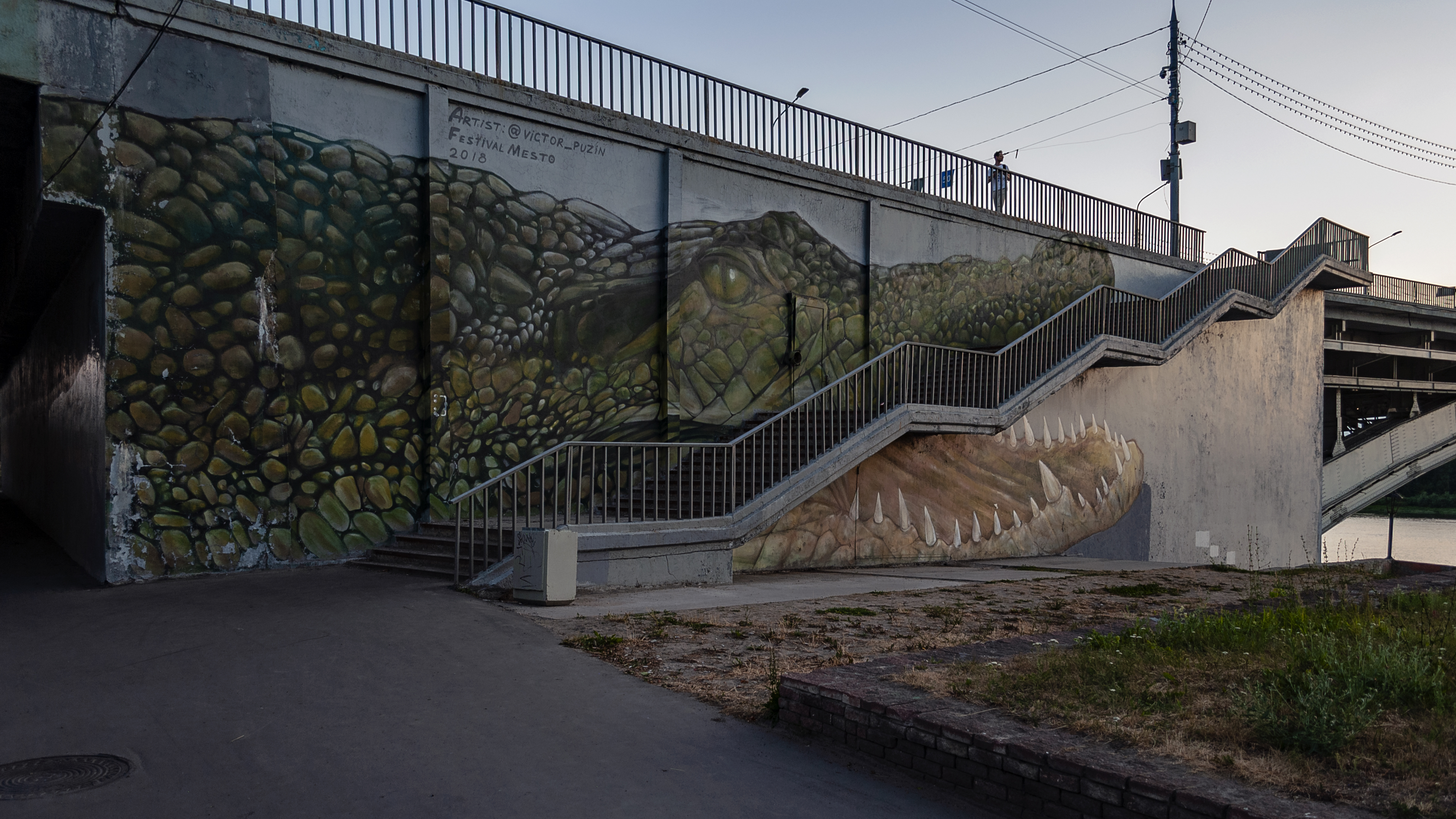
Grafiti „Krokodýl“ na pravém břehu